# Người chuyển giới ở Việt Nam
Người chuyển giới ở Việt Nam là một nhóm thiểu số gồm những người chuyển giới, nằm trong cộng đồng LGBT ở Việt Nam.

## Lịch sử
Mặc quần áo người khác giới thường thấy trong văn hóa Việt Nam. Đàn ông ăn mặc và cư xử như phụ nữ là điều cấm kỵ và gây chú ý hơn là ngược lại. Ở nông thôn, nam giới ăn mặc như phụ nữ thường được biết đến là thầy phù thủy và được gọi là "đồng cô" ở miền Bắc và "bóng cái" ở miền Nam. Do không rõ ràng về tính dục, họ được xem là có khả năng giao tiếp với những thế lực tâm linh. Đại Việt sử ký toàn thư có ghi chép về một người con gái ở Nghệ An biến thành con trai vào mùa thu năm 1351.

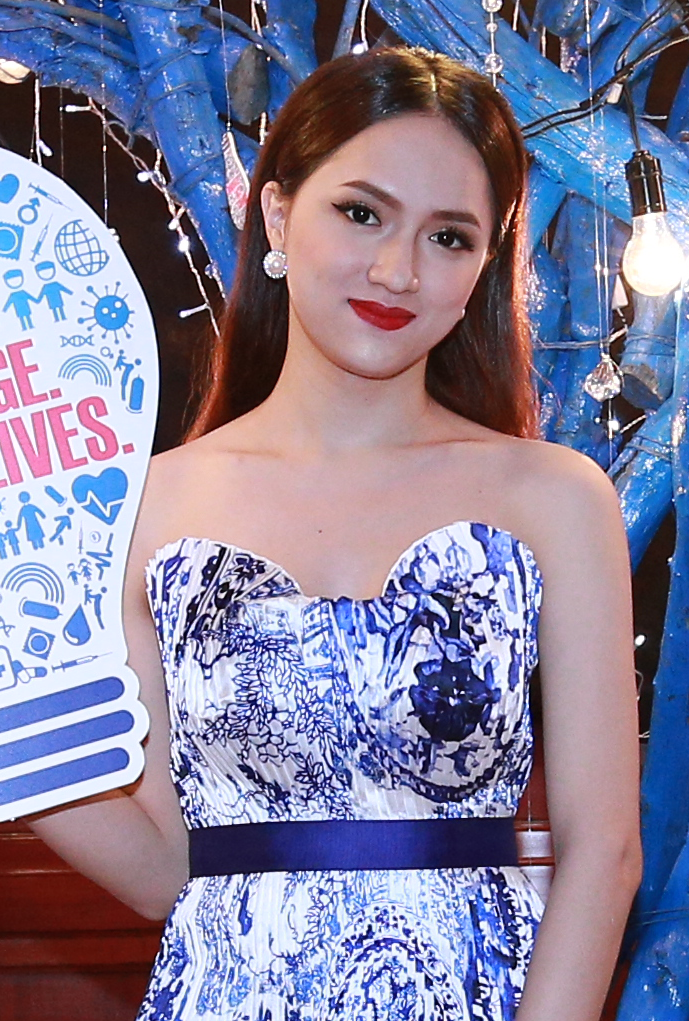
Hương Giang, một người chuyển giới nữ ở Việt Nam

Trong thế kỷ 20, những người chuyển giới được biết đến với vai trò trình diễn trong các đoàn lô tô, loại hình giải trí văn hóa dân gian có giai đoạn cực thịnh ở Tây Nam Bộ trong thập niên 1980. Năm 2000, Cindy Thái Tài được xem là người đầu tiên ở Việt Nam công khai chuyển đổi giới tính. Sau đó, có nhiều người chuyển giới công khai rộng rãi hơn và được công chúng biết đến nhiều hơn như Cát Tuyền, Lâm Khánh Chi, Hương Giang… Hương Giang là một ca sĩ chuyển giới được dư luận biết đến sau cuộc thi Thần tượng Âm nhạc Việt Nam 2012, sau này là quán quân cuộc thi Cuộc đua kỳ thú 2014. Năm 2017, Minh Khang (người chuyển giới nam) và Minh Anh (người chuyển giới nữ) là đôi vợ chồng hoán đổi giới tính công khai đầu tiên ở Việt Nam. Năm 2020, Minh Khang là người chuyển giới nam công khai đầu tiên ở Việt Nam sinh con. Năm 2022, Đỗ Nhật Hà là người chuyển giới đầu tiên trở thành thí sinh chính thức của cuộc thi Hoa hậu Hoàn vũ Việt Nam.
Năm 2012, nghiên cứu đầu tiên về người chuyển giới tại Việt Nam, "Khát vọng được là chính mình", được giới thiệu. Theo thống kê của Bộ Y tế năm 2017, cả nước có khoảng 270.000 đến 300.000 người có mong muốn chuyển đổi giới tính. Năm 2019, theo ước tính của Bộ Y tế, Việt Nam có khoảng 300.000 đến 500.000 người chuyển giới.

## Pháp luật

### Lịch sử pháp lý
Trong Quốc triều hình luật của Nhà Hậu Lê, dân đinh tự thiến mình bị xử lưu đày, cũng như phạt người thiến hộ, chứa chấp hoặc không tố cáo; người tố cáo thì được thưởng. Bộ luật Dân sự 1995 chưa có quy định nào về xác định lại giới tính, chuyển giới hay phẫu thuật chuyển giới. Điều 36 Luật dân sự Việt Nam năm 2005 chỉ cho phép thực hiện phẫu thuật xác định lại giới tính "trong trường hợp giới tính của người đó bị khuyết tật bẩm sinh hoặc chưa định hình chính xác mà cần có sự can thiệp của y học nhằm xác định rõ về giới tính", sau khi phẫu thuật sẽ được xác định lại giới tính trong hộ tịch, đồng thời được hoàn thiện những thủ tục nhằm công nhận giới tính và thay đổi những giấy tờ tùy thân cần thiết. Trong khi đó, theo nghị định số 88/2008/NĐ-CP ngày 5/8/2008 thì việc "thực hiện việc chuyển đổi giới tính đối với những người đã hoàn thiện về giới tính" là hành vi bị cấm.

### Hiện hành
Theo Nghị định 176/2013/NĐ-CP, ban hành năm 2013 và hiệu lực từ 31 tháng 12 năm 2013, phạt hành chính với hành vi phân biệt đối xử với người đã xác định lại giới tính trong lĩnh vực y tế. Trong Luật Hộ tịch 2014, có hiệu lực từ ngày 1 tháng 1 năm 2016, việc xác định lại giới tính được ghi vào Sổ Hộ tịch theo quyết định của cơ quan nhà nước có thẩm quyền. Theo Luật căn cước 2014, có hiệu lực từ ngày 1 tháng 1 năm 2016, thẻ Căn cước công dân được đổi trong trường hợp xác định lại giới tính. Trong Luật Thi hành tạm giữ, tạm giam 2015, có hiệu lực từ 1 tháng 7 năm 2016, phạm nhân đồng tính hay chuyển giới có thể được bố trí giam giữ ở buồng riêng. Quy định này được coi là góp phần bảo đảm cho họ tránh khỏi sự kỳ thị của người khác khi bị tạm giam, tạm giữ. Không có nội dung miễn hoặc cấm người chuyển giới thực hiện nghĩa vụ quân sự trong Luật Nghĩa vụ quân sự 2015.
Năm 2015, Quốc hội Việt Nam thông qua Bộ luật Dân sự mới với quy định về chuyển đổi giới tính. Cụ thể ở điều 37 của Bộ luật Dân sự năm 2015, hiệu lực từ ngày 1 tháng 1 năm 2017, "Việc chuyển đổi giới tính được thực hiện theo quy định của luật. Cá nhân đã chuyển đổi giới tính có quyền, nghĩa vụ đăng ký thay đổi hộ tịch theo quy định của pháp luật về hộ tịch; có các quyền nhân thân phù hợp với giới tính đã được chuyển đổi theo quy định của Bộ luật này và luật khác có liên quan". Sau quy định này, Việt Nam trở thành quốc gia thứ 11 tại châu Á, hợp pháp hóa việc chuyển đổi giới tính. Tuy nhiên, vẫn chưa có quy định cụ thể. Những người sinh ra đã hoàn thiện về giới tính chưa được thực hiện chuyển đổi giới tính tại Việt Nam. Nếu họ ra nước ngoài để phẫu thuật chuyển đổi giới tính thì khi về nước, việc xác định lại giới tính, điều chỉnh hộ tịch, các giấy tờ tuỳ thân như giấy khai sinh, chứng minh nhân dân, hộ chiếu, hộ khẩu, các giấy tờ tài sản khác liên quan chưa thể thực hiện được. Dự kiến Dự án Luật Chuyển đổi giới tính sẽ trình Quốc hội thông qua vào tháng 5 năm 2025.
Trong Luật Thi hành án hình sự 2019, có hiệu lực từ 1 tháng 1 năm 2020, phạm nhân là người đồng tính, người chuyển đổi giới tính, người chưa xác định rõ giới tính có thể được giam giữ riêng. Điều này được cho là quy định tiến bộ hướng tới việc thừa nhận và bảo vệ họ khỏi bạo lực và xâm hại. Năm 2022, Bộ Y tế ban hành Công văn 4132/BYT-PC về việc "chấn chỉnh công tác khám bệnh, chữa bệnh đối với người đồng tính, song tính và chuyển giới", trong đó khuyến cáo không coi đồng tính, song tính, chuyển giới là một bệnh; không can thiệp, ép buộc điều trị đối với các đối tượng này, nếu có chỉ là hỗ trợ về tâm lý và do người có hiểu biết về bản dạng giới thực hiện.
Pháp luật Việt Nam hiện chưa cho phép Người chuyển giới được phẫu thuật chuyển đổi giới tính. Việt Nam hiện mới chỉ cho phép thực hiện phẫu thuật xác định lại giới tính "trong trường hợp giới tính của người đó bị khuyết tật bẩm sinh hoặc chưa định hình chính xác mà cần có sự can thiệp của y học nhằm xác định rõ về giới tính" (Điều 36 Bộ luật dân sự năm 2005), sau khi phẫu thuật sẽ được xác định lại giới tính trong hộ tịch, đồng thời được hoàn thiện những thủ tục nhằm công nhận giới tính và thay đổi những giấy tờ tùy thân cần thiết. Trong khi đó, theo nghị định số 88/2008/NĐ-CP ngày 5/8/2008 thì việc "thực hiện việc chuyển đổi giới tính đối với những người đã hoàn thiện về giới tính" là hành vi bị cấm. Như vậy, pháp luật Việt Nam hiện chỉ cho phép thực hiện phẫu thuật xác định lại giới tính đối với người liên giới tính. Nếu một người sinh ra đã hoàn thiện về giới tính thì không được thực hiện chuyển đổi giới tính tại Việt Nam, và nếu ra nước ngoài để phẫu thuật chuyển đổi giới tính thì khi về nước, việc xác định lại giới tính cho người đó cũng như điều chỉnh hộ tịch, các giấy tờ tuỳ thân như: giấy khai sinh, chứng minh nhân dân, hộ chiếu, hộ khẩu, các giấy tờ tài sản khác liên quan cho người đó cũng không thể thực hiện được.

### Ý kiến cá nhân
Ông Lê Quang Bình, Viện trưởng Viện nghiên cứu Xã hội, Kinh tế và Môi trường phát biểu: "Hiện pháp luật Việt Nam đã cho phép người liên giới tính phẫu thuật và xác định lại giới tính thì cũng nên cho phép người chuyển giới phẫu thuật và thay đổi giới tính. Về lâu dài, dự thảo Luật hộ tịch và Luật dân sự sửa đổi cần bảo vệ quyền thay đổi giới tính của người chuyển giới. Nhưng trước mắt cần có một giải pháp tình thế như sửa đổi bổ sung nghị định 88/2008/NĐ-CP về xác định lại giới tính để cho phép người chuyển giới đã phẫu thuật thay đổi giới tính của mình trên giấy tờ tùy thân, đảm bảo công bằng cho họ".
Bác sĩ Nguyễn Minh Tuấn - Phó Viện trưởng Viện Sức khỏe tâm thần quốc gia cho rằng, về mặt chuyên môn cũng như pháp lý, để được thay đổi về mặt giấy tờ tùy thân và hộ tịch, bắt buộc người chuyển giới phải phẫu thuật thay đổi bộ phận sinh dục. Nếu chỉ dùng nội tiết tố và phẫu thuật ngực mà đã được chuyển đổi giấy tờ thì sẽ dẫn tới nhiều trường hợp "mập mờ giới tính" (giấy tờ là "nam" nhưng lại có cơ quan sinh dục nữ hoặc ngược lại) gây mất trật tự xã hội, cũng như tình trạng lạm dụng các dịch vụ y tế tại các cơ sở y tế chuyên khoa. Mặt khác, các trường hợp không thực sự cần thiết (không bị khuyết tật bẩm sinh về bộ phận sinh dục) thì không nên cho phép phẫu thuật chuyển giới, vì quá trình phẫu thuật chuyển giới ảnh hưởng lớn đến sức khỏe, làm giảm tuổi thọ và còn tốn kém chi phí, đặc biệt là các vấn đề pháp lý nảy sinh về sau này.
Tiến sỹ y khoa Nguyễn Đình Phú cho biết: cần phân biệt nhu cầu chuyển đổi giới tính bởi các nguyên nhân khác nhau: do khuyết tật bẩm sinh, khuyết tật tâm lý hay nhu cầu thẩm mỹ cá nhân. Không loại trừ những trường hợp chuyển đổi giới tính để lảng tránh xã hội, trốn tránh trách nhiệm, thậm chí trốn lệnh truy nã. Một số chuyên gia y tế cũng đặt vấn đề chỉ cho phép chuyển đổi giới tính đối với người bị khuyết tật bẩm sinh nặng ở cơ quan sinh dục, cần phẫu thuật để chỉnh sửa khiếm khuyết. Người có cơ thể hoàn toàn bình thường, không bị dị tật nhưng về mặt tâm lý lại tự cho bản thân thuộc giới tính khác thì không nên cho phép chuyển đổi giới tính.

### Bảng tóm tắt
| Luật chống phân biệt đối xử trong việc cung cấp hàng hóa và dịch vụ                                                         | / (Từ 2013) Chỉ trong lĩnh vực y tế                                  |
| Luật chống phân biệt đối xử trong tất cả các lĩnh vực khác (bao gồm phân biệt đối xử gián tiếp, ngôn từ kích động thù địch) | No                                                                   |
| Người chuyển giới được phép phục vụ công khai trong quân đội                                                                | Yes                                                                  |
| Quyền thay đổi giới tính hợp pháp                                                                                           | (Từ 2017)                                                            |
| Quyền thực hiện phẫu thuật chuyển giới                                                                                      | (Từ 2017)                                                            |
| Bản dạng chuyển giới không còn bị xếp loại là bệnh                                                                          | (Từ 2022)                                                            |
| Cấm liệu pháp chuyển đổi | / (Từ 2022) Chỉ nhân viên y tế bị cấm thực hành liệu pháp chuyển đổi |

## Điều kiện sống

### Đời sống cá nhân

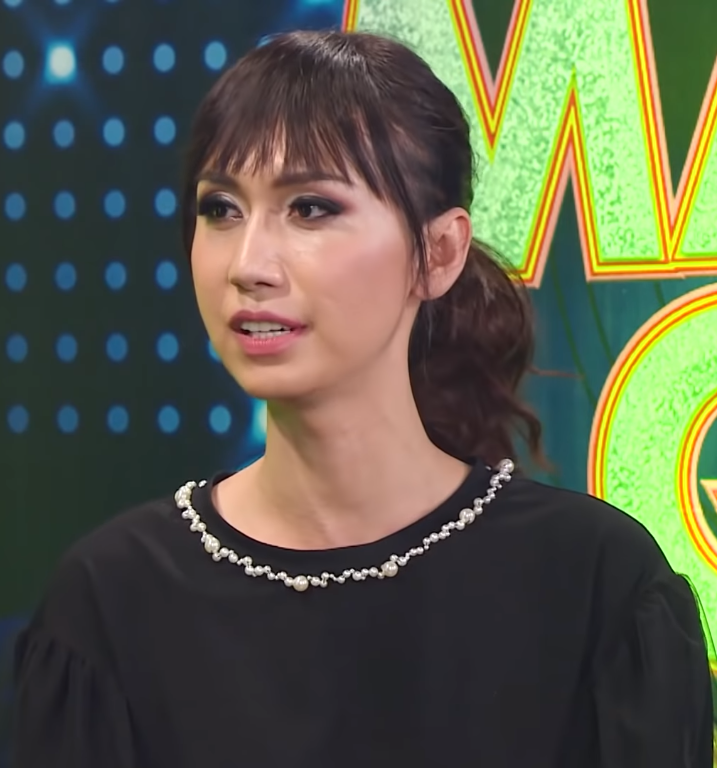
Ca sĩ Lynk Lee bị kỳ thị khi công khai là chuyển giới nữ.

Người chuyển giới ở Việt Nam gặp nhiều khó khăn về sức khỏe, giao dịch dân sự và cuộc sống hàng ngày. Một nghiên cứu năm 2018 của Liên hiệp các Hội Khoa học và Kỹ thuật Việt Nam và Trường Đại học Y tế công cộng Hà Nội cho thấy 67,5% gặp vấn đề về tâm lý và khoảng 60% đã cố gắng tự tử. Các phỏng vấn năm 2018 cho thấy 23% bị ép buộc quan hệ tình dục với người khác, 16% bị bạo lực tình dục và 83% từng bị sỉ nhục vì là người chuyển giới. Nhiều người chuyển giới Việt Nam muốn chuyển giới thì cần ra nước ngoài như Thái Lan để phẫu thuật, dẫn đến chi phí lớn. Họ chịu đau đớn vì phẫu thuật, sức khỏe và tuổi thọ giảm. Người chuyển giới dùng hoocmoon thường xuyên nhưng không được bác sĩ ở Việt Nam tư vấn, khám và điều trị, nên đã có người tử vong do sử dụng quá liều hoặc sử dụng hoocmon trôi nổi. Có nhiều vấn đề khó khăn liên quan đến người chuyển giới như giao dịch dân sự, dịch vụ y tế, tìm nhà ở, đi máy bay, con cái, nghĩa vụ quân sự. Giấy tờ giả thường được họ sử dụng để tránh bị phân biệt đối xử. Một số chưa kịp thích nghi với sự thay đổi và không thỏa mãn với giới tính mới sau chuyển giới (khoảng 1%), dẫn đến trầm cảm, tự tử. Do không được công nhận giới tính sau chuyển đổi nên người chuyển giới nữ gặp khó khăn khi cần pháp luật bảo vệ nếu bị xâm phạm thân thể.
Ở Việt Nam, một số người chuyển giới đã phẫu thuật chuyển đổi giới tính được nhiều người biết đến như Cindy Thái Tài, Hương Giang Idol, ca sĩ Lâm Khánh Chi, Cát Tuyền, Di Yến Quỳnh.

### Trên phương tiện truyền thông

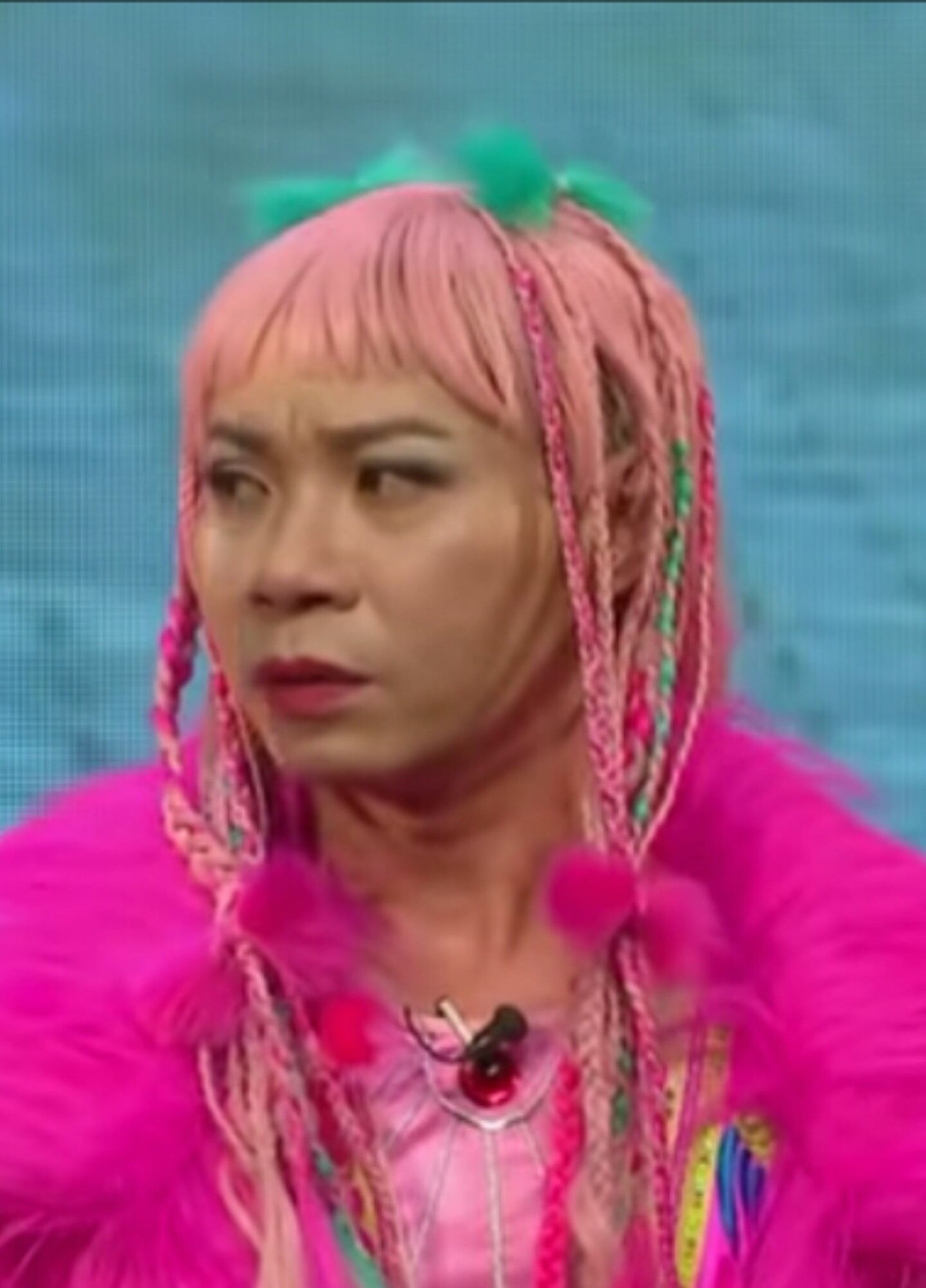
Nhân vật Bắc Đẩu do Công Lý đóng vai trong Gặp nhau cuối năm

Năm 2005, tờ Người lao động đã gọi những người trình diễn tại các gánh lô tô là "đào", từ lóng ám chỉ phụ nữ làm nghề mại dâm, đồng thời nhận định rằng họ có xu hướng lười lao động và mê cờ bạc. Trong những năm gần đây, một số bài báo về lô tô đã không còn quan điểm kỳ thị và hướng đến góc nhìn nhân văn và cảm thông hơn với những người hoạt động trong gánh hát lô tô. Chương trình Gặp nhau cuối năm tạo nhân vật Bắc Đẩu, lấy tính dục của nhân vật làm cớ chọc cười nhiều năm. Năm 2018, nhân vật này bị nói là "con chi sống trên trời không phải nữ cũng chẳng phải nam", "bọn phụ nữ một nửa". Điều này khiến Viện nghiên cứu Xã hội, Kinh tế và Môi trường và Trung tâm ICS có thư ngỏ gửi ban biên tập chương trình để phản đối việc dùng từ ngữ miệt thị công khai làm tổn thương, khắc sâu định kiến và phân biệt đối xử với cộng đồng LGBT.

## Văn hóa

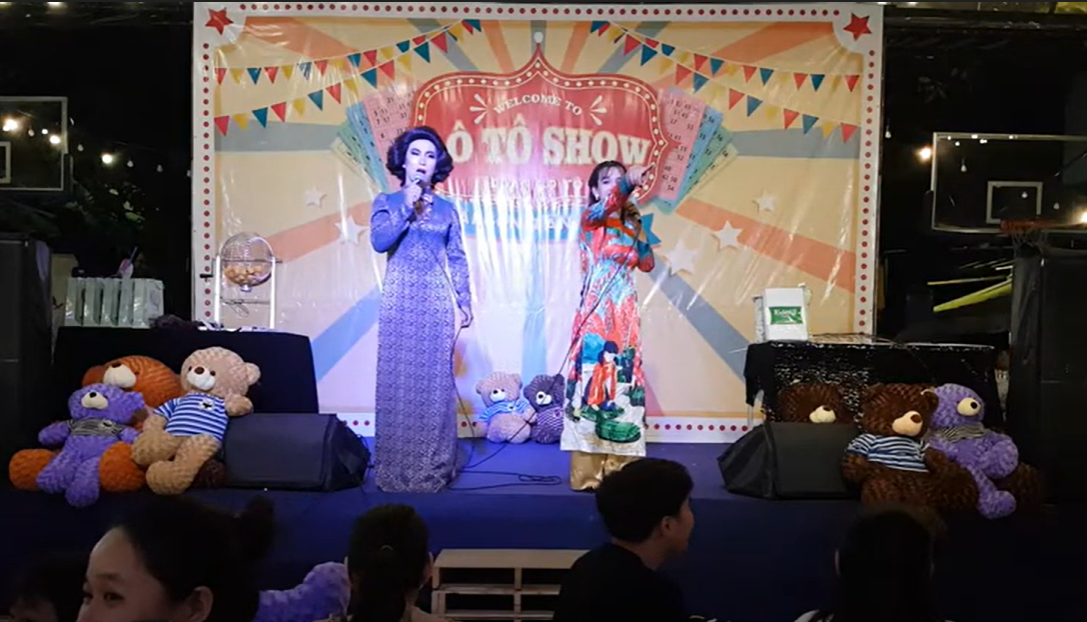
Một gánh hát lô tô tại Việt Nam

Lô tô là một loại hình sân khấu biểu diễn với phần lớn hoạt động chủ yếu trong các đoàn hát lô tô là của những người chuyển giới hoặc thích diễn giả gái.
Người chuyển giới là hình tượng trung tâm trong một số phim tài liệu như Chuyến đi cuối cùng của chị Phụng (2014), Đi tìm Phong (2014), Hồn bướm (2017). Chuyến đi cuối cùng của chị Phụng kể về hành trình của một đoàn hát gồm phần lớn là những người chuyển giới ở Nam Bộ. Đi tìm Phong miêu tả hành trình chuyển giới của một người chuyển giới nữ ở Quảng Ngãi. Hồn bướm là góc nhìn về cuộc sống hằng ngày và đời sống nội tâm của người chuyển giới. Cuộc sống khó khăn người chuyển giới cũng là đề tài của bộ phim điện ảnh Lô tô (2017). Hình ảnh của họ còn xuất hiện trong một số phim khác như My Best Gay Friends (2012), Đập cánh giữa không trung (2014).